# Haploniscus
Haploniscus är ett släkte av kräftdjur. Haploniscus ingår i familjen Haploniscidae.

## Dottertaxa tillHaploniscus, i alfabetisk ordning[1]
- Haploniscus acutirostris
- Haploniscus acutus
- Haploniscus aduncus
- Haploniscus ampliatus
- Haploniscus angustus
- Haploniscus antarcticus
- Haploniscus belyaevi
- Haploniscus bicuspis
- Haploniscus borealis
- Haploniscus bruuni
- Haploniscus capensis
- Haploniscus cassilatus
- Haploniscus charcoti
- Haploniscus cucullus
- Haploniscus curvirostris
- Haploniscus excisus
- Haploniscus foresti
- Haploniscus furcatus
- Haploniscus gernekei
- Haploniscus gibbernasutus
- Haploniscus gnanamuthi
- Haploniscus hamatus
- Haploniscus harrietae
- Haploniscus helgei
- Haploniscus hydroniscoides
- Haploniscus inermis
- Haploniscus ingolfi
- Haploniscus intermedius
- Haploniscus kensleyi
- Haploniscus kermadecensis
- Haploniscus kyrbasia
- Haploniscus laticephalus
- Haploniscus latus
- Haploniscus menziesi
- Haploniscus miccus
- Haploniscus microkorys
- Haploniscus minutus
- Haploniscus monodi
- Haploniscus myriamae
- Haploniscus nondescriptus
- Haploniscus nudifrons
- Haploniscus obtusifrons
- Haploniscus oviformis
- Haploniscus percavix
- Haploniscus piestus
- Haploniscus polaris
- Haploniscus procerus
- Haploniscus profundicolus
- Haploniscus pygmaeus
- Haploniscus retrospinis
- Haploniscus robinsoni
- Haploniscus rostratus
- Haploniscus rugosus
- Haploniscus saphos
- Haploniscus silus
- Haploniscus similis
- Haploniscus spatulifrons
- Haploniscus spinifer
- Haploniscus tangaroae
- Haploniscus telus
- Haploniscus tricornis
- Haploniscus tricornoides
- Haploniscus tridens
- Haploniscus tropicalis
- Haploniscus tuberculatus
- Haploniscus ultraabyssalis
- Haploniscus unicornis
- Haploniscus weddellensis